# Арі Лейфссон
Арі Лейфссон (ісл. Ari Leifsson, нар. 19 квітня 1998, Рейк'явік, Ісландія) — ісландський футболіст, захисник норвезького клубу «Стремсгодсет» та національної збірної Ісландії.

## Клубна кар'єра
Арі Лейфссон є вихованцем столичного клубу «Фількір», до основи якого він почав залучатися з 2015 року. Відігравши у клубі чотири сезони, перед початком сезону 2020 року Арі перейшов до складу норвезького клубу «Стремсгодсет».

## Збірна
У складі молодіжної збірної Ісландії Арі Лейфссон брав участь у молодіжному Євро, що проходив на полях Угорщини та Словенії.
У січні 2020 року у товариському матчі проти команди Сальвадору Арі Лейфссон дебютував у національній збірній Ісландії.